# Xya riparia
Xya riparia är en insektsart som först beskrevs av Henri Saussure 1877.  Xya riparia ingår i släktet Xya och familjen Tridactylidae. Inga underarter finns listade i Catalogue of Life.